# Mangora minacu
Mangora minacu là một loài nhện trong họ Araneidae.
Loài này thuộc chi Mangora. Mangora minacu được Herbert Walter Levi miêu tả năm 2007.